# Hiệp hội các Trung tâm Nghiên cứu và Phát triển Quốc tế về Nông nghiệp
Hiệp hội các Trung tâm Nghiên cứu và Phát triển Quốc tế về Nông nghiệp, viết tắt là AIRCA (Association of International Research and Development Centers for Agriculture) là một liên minh quốc tế, phi lợi nhuận tập trung vào việc tăng cường an ninh lương thực bằng cách hỗ trợ nông nghiệp quy mô nhỏ và doanh nghiệp nông thôn trong bối cảnh lành mạnh, bền vững và thông minh về khí hậu. 

## Tổng quan và trọng tâm
AIRCA hợp nhất sáu trung tâm nghiên cứu và phát triển nông nghiệp quốc tế   tập trung vào sự kết hợp đa dạng của hàng hóa, cây trồng và các vấn đề bao gồm nông nghiệp nhiệt đới, sản xuất rau, mây tre, côn trùng gây hại, sử dụng phân bón, cây trồng không được sử dụng đúng mức, nông nghiệp sinh học và phát triển bền vững ở vùng núi. http://www.gfar.net/news/healthy-soil-foundation-healthy-people-and-landscapes GFAR - The Global Forum on Agricultural Research. Retrieved 2016-04-19.</ref>
Các thành viên của AIRCA giải quyết vấn đề nông nghiệp bền vững và môi trường ở cấp độ cảnh quan . Các trung tâm tạo ra các giải pháp có tính đến sự đa dạng của sự tương tác giữa con người và môi trường, các hệ thống nông nghiệp và phi nông nghiệp, sự vượt qua biên giới quốc gia và các yếu tố khác đại diện cho toàn bộ bối cảnh của nông nghiệp.  Liên minh rộng rãi có quyền tiếp cận chung với nhiều loại cây trồng và hệ sinh thái. 
Các nguồn lực kết hợp của AIRCA có thể được sử dụng để đạt được 10 trong số 17 Mục tiêu Phát triển Bền vững (SDG) do Liên Hợp Quốc thiết lập vào năm 2015. 